# Eubalichthys bucephalus

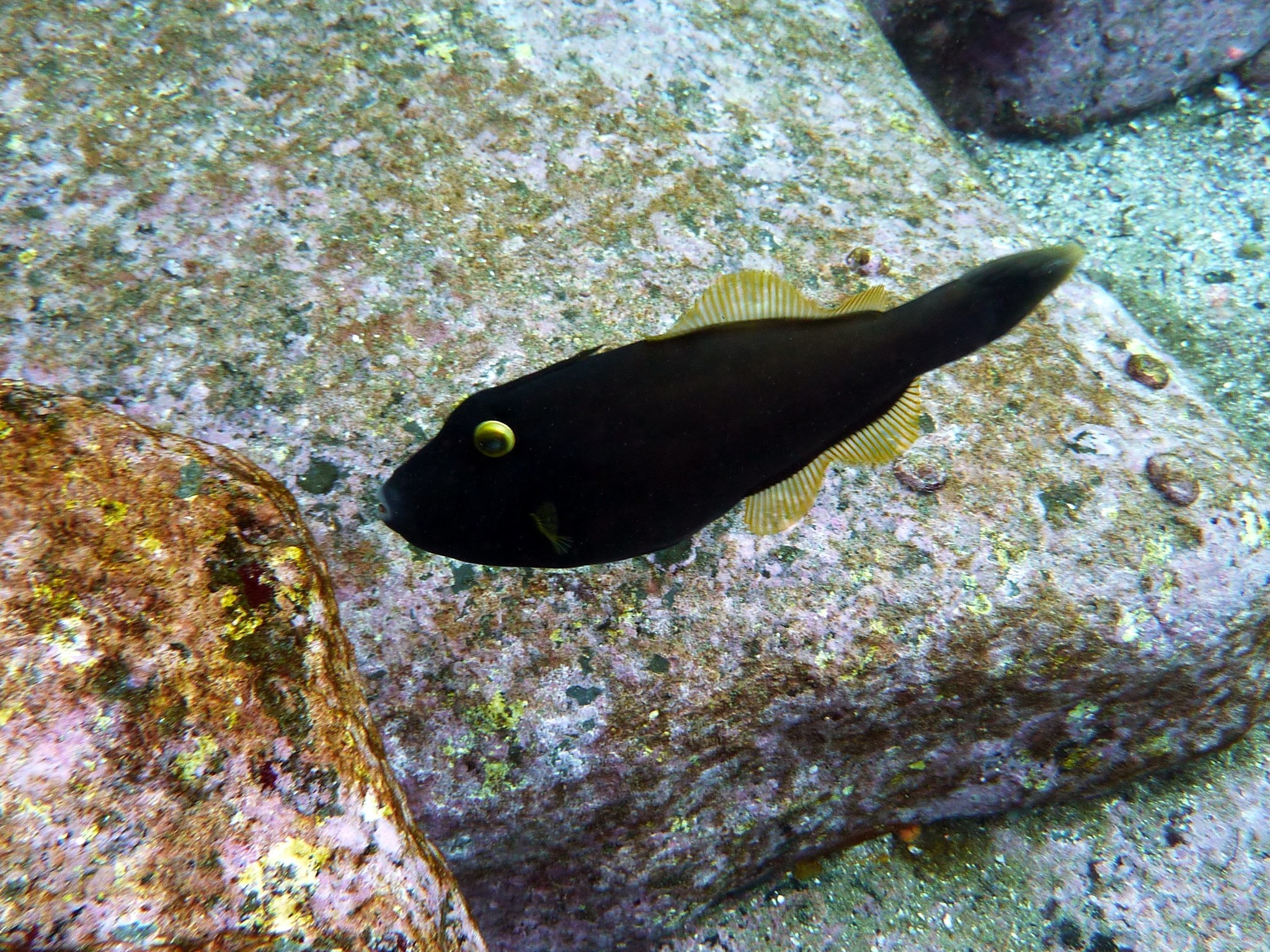
Fotografia d'un Eubalichthys bucephalus.

Eubalichthys bucephalus és una espècie de peix de la família dels monacàntids i de l'ordre dels tetraodontiformes.
Els adults poden assolir 50 cm de longitud total. És un peix de clima subtropical i demersal que viu entre 10-250m de fondària. Es troba des del sud d'Austràlia Occidental fins a Nova Gal·les del Sud.
És inofensiu per als humans.